# Iridopsis hypsinephes
Iridopsis hypsinephes är en fjärilsart som beskrevs av Louis Beethoven Prout 1932. Iridopsis hypsinephes ingår i släktet Iridopsis och familjen mätare. Inga underarter finns listade i Catalogue of Life.